# Тригонотарбы
Тригонотарбы, или панцирные пауки (лат. Trigonotarbida) — отряд вымерших паукообразных. Древнейшие находки отряда известны из верхнего силура, самые поздние — из нижней перми. Описано более 70 видов по окаменелостям, найденным в Европе, Северной Америке и Аргентине.

## Описание
Trigonotarbida похожи на пауков, за исключением сегментированного тельца и не способности вырабатывать паутину. Также они схожи с рицинулеями. Размеры тела от нескольких миллиметров до нескольких сантиметров. Позднейшие виды были покрыты хитиновыми пластинами, горбиками и колючками.

## Классификация
Отряд тригонотарбы делится на следующие семейства:
- Palaeocharinidae
- Anthracomartidae
- Anthracosironidae
- Trigonotarbidae
- Lissomartidae
- Aphantomartidae
- Kreischeriidae
- Eophrynidae